# Wort des Jahres (Südtirol)
Das Wort des Jahres wird in Südtirol seit 2005 in den drei Landessprachen deutsch, italienisch und ladinisch ermittelt.

## Gesamtübersicht
| Jahr | Wort des Jahres (deutsch) | Unwort des Jahres (deutsch)                    | Spruch des Jahres (deutsch) | Wort des Jahres (italienisch) | Unwort des Jahres (italienisch) | Spruch des Jahres (italienisch) | Wort des Jahres (ladinisch)      | Unwort des Jahres (ladinisch) | Spruch des Jahres (ladinisch) |
| ---- | ------------------------- | ---------------------------------------------- | --------------------------- | ----------------------------- | ------------------------------- | ------------------------------- | -------------------------------- | ----------------------------- | ----------------------------- |
| 2005 | Feinstaub                 | Fahrsicherheitszentrum, dynamische Spur        |                             | Sette                         | Corsia dinamica                 |                                 | Jëufs, ciaspes, chëuta dl turism | Strades panoramiches          |                               |
| 2006 | Ensembleschutz            | Überalterung                                   |                             | Campioni del mondo            |                                 |                                 | Université                       | Nëif prugrameda               |                               |
| 2007 | Mandatsbeschränkung       | Vertragsurbanistik                             |                             | Casa clima                    | Tassa sul nonno                 |                                 | Unité ladina                     | Dolomites cinejes             |                               |
| 2008 | Erneuerung                | Erneuerung, das kleine Volk, Gemischtsprachige |                             | Rana, carovita                | Social Card                     |                                 | Papa                             | City-Bus                      |                               |
| 2009 | Volksabstimmung           | Steuerschutzschild                             |                             | Badante                       | Killeraggio                     |                                 | Arpejon dl’umanité               | Senta a rotazion              |                               |
| 2010 | Wählbarkeit               | Erreichbarkeit                                 | „Wir müssen sparen.“        | Risparmio                     | Risparmio                       |                                 | Antersasc                        | Piz de pèsc                   | „Plan plan toma la rei.“      |
| 2011 | Vertrauenskrise           | Treuhandgesellschaft                           |                             | Indignato                     | Indennità                       |                                 | Ursus Ladinicus                  | Fondo Brancher                |                               |
| 2012 | Skandal                   | Spread                                         |                             | Parmigiano solidale           | Esodati                         |                                 | Studafuech                       | Taliban                       |                               |
| 2013 | Ära                       | Betteltourismus                                |                             | Generazione debito            | Termovalorizzatore              |                                 | PISA                             | Cubatura                      |                               |

## Wort des Jahres
| Jahr | Wort des Jahres (deutsch) | Erklärung | Wort des Jahres (italienisch) | Erklärung | Wort des Jahres (ladinisch)      | Erklärung |
| ---- | ------------------------- | --- | ----------------------------- | --- | -------------------------------- | --- |
| 2005 | Feinstaub                 | | Sette                         | Aufgrund der 7 Stimmen, mit denen bei den Bozner Stichwahlen im Mai 2005 das Ergebnis zugunsten von Mitte-rechts ausfiel. | Jëufs, ciaspes, chëuta dl turism | Jëufs steht für die Diskussion um die Einführung einer Maut auf Passstraßen, welche in diesem Wort widergespiegelt wird, Ciaspes für die Schneeschuhe, für die das Ladinische eine ursprüngliche Bezeichnung aufweisen kann und die 2005 wieder in Mode kamen, Chëuta dl turism steht für die Tourismusabgabe 2005. |
| 2006 | Ensembleschutz            | Fachbegriff aus der Denkmalpflege, der durch die dadurch angeregte Diskussion im Jahr 2006 in den Allgemeinwortschatz der Südtiroler übergegangen ist, obwohl er sich in den deutschen Wörterbüchern noch gar nicht findet, und der auch ein Wort ist, das bei der Mehrheit der Bevölkerung positive Empfindungen auslöst, steht es doch für die Erhaltung historisch gewachsener Ortsteile und Gebäudekomplexe. | Campioni del mondo            | Aufgrund des überraschenden Sieges der italienischen Fußballnationalmannschaft 2006, welcher für einen heißen Sommer sorgte, insbesondere in Bozen und auch in Südtirol über die Sprach- und Kulturgrenzen hinweg gefeiert wurde. | Université                       | Ausdruck der Freude darüber, dass an der Freien Universität Bozen im Jahr 2006 ein Lehrstuhl für Ladinisch eingerichtet wurde. |
| 2007 | Mandatsbeschränkung       | Zeitliche Begrenzung politischer Mandate und des passiven Wahlrechts. | Casa clima                    | Weil Südtirol in Sachen Niedrigenergiehaus nicht nur italienweit eine Vorreiterrolle einnimmt, ist der Begriff Klimahaus von Südtirol aus auch in die italienische Sprache eingegangen. | Unité ladina                     | Wegen des Referendums 2007 in den Gemeinden Anpezo, Fodom und Col, als Ausdruck dafür, dass Ladinien nun sozusagen „wiedervereinigt“ war. |
| 2008 | Erneuerung                | Südtirol wurde 2008 politisch erneuert. | Rana, carovita                | Rana steht für den Frosch, nämlich für die Frosch-Skulptur des Künstlers Martin Kippenberger, welcher einen Frosch erschuf, der am Kreuz hing und im Bozner Museion besichtigt werden kann. Das Kunstwerk trägt den Namen „Zuerst die Füße“. Carovita steht für die Teuerungen in Südtirol, weil im Jahr 2008 im deutschsprachigen Europa eine Finanzkrise ausgelöst wurde.                                               | Papa                             | Papst Benedikt XVI. flog nach Oies im Gadertal, um dort eine Gedenkmesse für den hl. Josef Freinademetz zu halten. Er bemühte sich außerdem regelrecht, mit den Abteiern Ladinisch zu sprechen. |
| 2009 | Volksabstimmung           | 2009 fand in Südtirol die erste „Volksabstimmung“ statt. | Badante                       | Weil die Pflegehelferinnen den Respekt der Südtiroler/innen für ihre wichtige Aufgabe verdienen, aber vielfach abschätzig betrachtet werden, wurde 2009 ein Gesetz verabschiedet, das die Legalisierung der Pflegehelferinnen aus dem Ausland erlaubt und auch dazu führte, dieser Berufsgruppe mehr Anerkennung zu geben.                                                                                                | Arpejon dl’umanité               | Die Dolomiten wurden 2009 zum Weltnaturerbe erklärt. |
| 2010 | Wählbarkeit               | Weil der Begriff in Südtirol entweder so schwammig definiert oder so wenig ernst genommen wird, beschäftigte er die Gerichte und wurde drei Landtagsabgeordneten zum Stolperstein, nämlich Barbara Repetto, Christian Egartner und Dieter Steger. | Risparmio                     | Die Wirtschafts- und Finanzkrise artete immer weiter aus und die Südtiroler müssen seitdem heftig sparen. | Antersasc                        | Die Antersasc-Alm wurde im Weltnaturerbe Dolomiten 2010 erschlossen und die Erschließung führte deshalb weit über Ladinien hinaus zu heftigen Kontroversen. |
| 2011 | Vertrauenskrise           | Die derzeitige Finanzkrise ist auch eine Krise des Vertrauens, in der Südtirol und Italien auf andere Staaten vertrauen müssen. | Indignato                     | Die Menge der Empörten in Südtirol nahm zu und Südtirols Bevölkerung empörte und entrüstete sich über so manche Themen im Jahr 2011. | Ursus Ladinicus                  | Dem einzigartigen prähistorischen Bären wurde in St. Kassian ein eigenes Museum gewidmet. |
| 2012 | Skandal                   | In Südtirol wurden 2012 verschiedene Skandale publik. | Parmigiano solidale           | Nach dem Erdbeben in der Emilia-Romagna 2012 wurde in Supermärkten Parmigiano solidale verkauft, der Gewinn dieser Aktion ging an die vom Erdbeben geschädigte Bevölkerung, der Begriff wurde in der Folge auf verschiedene Aktionen zur Überwältigung der Wirtschaftskrise ausgedehnt. | Studafuech                       | Die Feuerwehr wurde 2012 vor allem in Zusammenhang mit Naturkatastrophen in Ladinien bekannt, es handelt sich dabei um einen Neologismus, der nach dem Vorbild des Deutschen aus den Wörtern für Feuer und abwehren gebildet.                                                                                       |
| 2013 | Ära                       | 2013 löste Arno Kompatscher Luis Durnwalder als Landeshauptmann ab, nachdem Durnwalder dieses Amt 25 Jahre lang innehatte. | Generazione debito            | Die italienische Jugend bekam im Jahr 2013 an den traurigen Arbeitslosenrekorden zu spüren, dass vor allem sie für die Schuldenlast der vergangenen Jahrzehnte büßen muss. Gleichzeitig ist es eine Generation, die sich laufend selbst verschuldet, sei es wegen teuren Grundbedürfnissen wie einer eigenen Wohnung, sei es weil die Konsumwelt mit Angeboten wie „kauf heute, zahl morgen“ zum Leben auf Pump verlockt. | PISA                             | Bei der PISA-Studie 2013 haben in Südtirol vor allem die ladinischen Schüler hervorragend abgeschnitten. Dies ist umso beachtlicher, weil sie den Test in einer Sprache machen müssen, die nicht ihre Muttersprache ist.                                                                                            |

## Unwort des Jahres
| Jahr | Unwort des Jahres (deutsch)                    | Erklärung | Unwort des Jahres (italienisch)             | Erklärung | Unwort des Jahres (ladinisch) | Erklärung |
| ---- | ---------------------------------------------- | --- | ------------------------------------------- | --- | ----------------------------- | --- |
| 2005 | Fahrsicherheitszentrum, dynamische Spur        | Das Fahrsicherheitszentrum ist ein Zentrum, wo die Fahrsicherheit geübt wird, die dynamische Spur ist die Notspur auf einer Autobahn, die in Spitzenzeiten zu einer dritten Spur wird. | Corsia dinamica                             | Siehe Erklärung zu dynamische Spur | Strades panoramiches          | Beschönigende Bezeichnung für die enge Umleitung ins Gadertal. |
| 2006 | Überalterung                                   | Aufgrund der öffentlichen Diskussionen über die Sicherung der Renten für die Zukunft und über die notwendige Pflegeversicherung von Südtiroler Rentnern. | kein italienisches Unwort des Jahres gekürt | | Nëif prugrameda               | Der schneearme Ausklang des Jahres 2006 führte nicht nur in den ladinischen Tälern unmissverständlich vor Augen, dass sich der Schnee sich nicht programmieren lässt und dass die Natur nicht dem Folge leistet, was sich die Südtiroler sprachlich „gebastelt“ haben.                                                                         |
| 2007 | Vertragsurbanistik                             | Wort der Verwaltungssprache, das alles andere als bürgernah und aussagekräftig ist, das vielleicht gerade deshalb für einigen Unmut in Südtirol gesorgt hat und als „Mauschelurbanistik“ kritisiert wurde. | Tassa sul nonno                             | Menschenverachtende Wortschöpfung der Medien anstelle von Pflegeversicherung. | Dolomites cinejes             | Für einigen Unmut sorgende Tatsache, dass in dem in Sachen Toponomastik so sensiblen Südtirol ein so wichtiger Name von wenigen Wirtschaftstreibenden einfach „exportiert“ wurde und seitdem für ein chinesisches Schigebiet steht. |
| 2008 | Erneuerung, das kleine Volk, Gemischtsprachige | Für Erneuerung siehe Erklärung zu Erneuerung bei Wort des Jahres 2008, das kleine Volk ist eine herablassende Umschreibung von Menschen mit geringem Einkommen, Gemischtsprachige steht für mehrsprachig aufwachsende Menschen, weil dieses Wort nicht neutral nach einem Mehr an Sprachen, sondern eher abschätzig nach einem Mischmasch von Sprachen klingt.                                                           | Social Card                                 | Zum einen Kritisierung des zunehmenden Gebrauchs von englischen Begriffen rein aus Gründen der „Coolness“, zum anderen hat das, was nach großer sozialer Errungenschaft klingt, in Wahrheit wohl nur kosmetischen Einfluss auf die soziale Lage in Italien, da die strengen Kriterien der Vergabe nur von wenigen erfüllt werden. | City-Bus                      | Kritisierung der Benennung des Transportmittels: Der immer häufigere Rückgriff auf Schein-Anglizismen, die in Südtirol zudem meist falsch ausgesprochen werden, macht alles Bemühen um die Landessprachen zunichte. Für das Ladinische bedeutet das zusätzlich, dass es immer öfter vom Englischen als „dritter Landessprache“ verdrängt wird. |
| 2009 | Steuerschutzschild                             | Möglichkeit, illegal ins Ausland transferierte Gelder bei Zahlung einer einmaligen Steuer von fünf Prozent straffrei nach Italien zurückzuführen. | Killeraggio                                 | Zum einen unschöne Mischung aus englischem Wortstamm und italienischer Endung, zum anderen Ausdruck der verbalen Härte in der italienischen Politik und der medialen Berichterstattung darüber. | Senta a rotazion              | Bezeichnung dafür, dass der Sitz der Stiftung um das ladinische Gebiet herumkreist und nicht – wie vielfach gewünscht – in Ladinien selbst angesiedelt wird. |
| 2010 | Erreichbarkeit                                 | Mit besserer „Erreichbarkeit“ wird beschönigend etwas heraufbeschwört, was unter dem Diktat der modernen Schnelllebigkeit durchaus auch seine Schattenseiten hat, bedeutet es doch noch mehr und vor allem breitere Straßen und Autobahnen, längere Landepisten am Flughafen, mehr Lifte, Tunnels, Verkehr, noch weniger ungestörte Ruhe in Zeiten ständiger Erreichbarkeit durch Handy, Facebook und Breitbandinternet. | Risparmio                                   | siehe Erklärung zu Risparmio bei Wort des Jahres 2010 | Piz de pèsc                   | Die Antersasc-Alm wurde in den Medien als „ultim piz de pèsc“, also „letztes ruhiges, friedliches Eck“ gepriesen, was insofern beschönigend ist, als die Alm die unterschiedlichen um sie kreisenden Interessen sich bis 2010 gerade nicht befrieden konnte.                                                                                   |
| 2011 | Treuhandgesellschaft                           | Diesem Begriff liegt „zu treuen Händen“ zugrunde, was gut und vertrauensvoll klingt, ist zumindest in Italien vielfach nichts anderes als eine legale Art, Beteiligungen an einem Unternehmen zu vertuschen. | Indennità                                   | In politischem Zusammenhang ist dieses Wort ein Privilegium für jene, die es eigentlich nicht nötig hätten. Nicht zuletzt wegen einer Debatte, die von der Tageszeitung „Alto Adige“ über längeren Zeitraum geführt wurde, war das Wort 2011 in aller Munde.                                                                      | Fondo Brancher                | Der Fonds, mit dem Italien die „Abwanderung“ der ladinischen Gemeinden des Veneto nach Südtirol verhindern wollte, blieb nichts als eine leere Sprechblase, weil bis heute dem Fonds nichts ausgezahlt wurde, ist das ladinische Unwort des Jahres ein Wort, das lediglich der Beruhigung diente, dem allerdings keine Taten folgten.          |
| 2012 | Spread                                         | Infolge der Wirtschafts- und Finanzkrise in Italien, gemeint ist eine „Fieberkurve der Wirtschaft“. | Esodati                                     | Menschen, die in Rente gegangen sind, aber nach der Reform von Elsa Fornero und Mario Monti ohne Rentenanspruch und Arbeit dastehen. | Taliban                       | Im Zusammenhang mit dem Claus-Gatterer-Preis für die Usc di Ladins wegen der Unverhältnismäßigkeit beim angestellten Vergleich zwischen den Usc-Mitarbeitern und den Taliban, das Wort wurde zudem bewusst von einem Medium ins Spiel gebracht, um eine Diskussion aufzuheizen.                                                                |
| 2013 | Betteltourismus                                | Die Zahl an Bettlern in Südtirol hat in den letzten Jahren zugenommen. Sie mit Touristen zu vergleichen, die sich zur Erholung und zum Vergnügen in Südtirol aufhalten, ist äußerst beschönigend. | Termovalorizzatore                          | Beschönigender Begriff für die Bozner Müllverbrennungsanlage, der den Anschein erhebt, als ginge es in erster Linie darum, Wärme zu verwerten und nicht Müll zu entsorgen. | Cubatura                      | „Kubatur“ als das Recht, etwas zu bauen, ist vor allem in den ladinischen Tälern immer mehr zu einem Spekulationsobjekt geworden. Deswegen ist „Cubatura“ in vielen Fällen ein Synonym für Spekulation geworden. |

## Spruch des Jahres
| Jahr | Spruch des Jahres (deutsch) | Erklärung                                               | Spruch des Jahres (italienisch)             | Erklärung | Spruch des Jahres (ladinisch) | Erklärung |
| ---- | --------------------------- | ------------------------------------------------------- | ------------------------------------------- | --------- | ----------------------------- | --- |
| 2010 | „Wir müssen sparen.“        | Aufgrund der Finanzkrise in der Zeit sinkender Budgets. | kein italienischer Spruch des Jahres gekürt |           | „Plan plan toma la rei.“      | Im Gadertal fiel gegen Ende Dezember wegen Schneefällen das Internet aus und bereitete deshalb den Gadertalern Probleme. Der Satz selbst ist ein Wortspiel mit dem Weihnachtslied „Leise rieselt der Schnee“, auf Ladinisch „Plan plan toma la nei“, und bedeutet wörtlich: leise fällt das Netz. |

## Weitere Wörter des Jahres
| Staat / Provinz | Wort                             | Unwort                             |
| --------------- | -------------------------------- | ---------------------------------- |
| Deutschland     | Wort des Jahres (Deutschland)    | Unwort des Jahres (Deutschland)    |
| Liechtenstein   | Wort des Jahres (Liechtenstein)  | Unwort des Jahres (Liechtenstein)  |
| Österreich      | Österreichisches Wort des Jahres | Österreichisches Unwort des Jahres |
| Schweiz         | Wort des Jahres (Schweiz)        | Unwort des Jahres (Schweiz)        |
| Südtirol        | Wort des Jahres (Südtirol)       | Unwort des Jahres (Südtirol)       |